# Amalia Aguilar
Pour les articles homonymes, voir Aguilar.
Amalia Isabel Rodríguez Carriera (née le 3 juillet 1924 à Matanzas (Cuba), morte le 8 novembre 2021 à Mexico), connue sous son nom d'artiste Amalia Aguilar, est une danseuse et actrice cubaine et mexicaine.

## Biographie
Amalia Isabel Rodríguez Carriera naît en 1924 à Matanzas, Cuba. Elle et sa sœur Cecilia sont éduquées artistiquement par leurs parents, dès leurs jeunes années. Elle étudie la danse à La Havane avec des professeurs tels que Lita Enhart, Lalo Maura et Jorge Harrison. Elle commence sa carrière avec sa sœur. Elles étaient appelées "The Aguilar Sisters". Les deux filles faisaient partie d'une compagnie de théâtre cubaine. À la Havane,  les sœurs rencontrent le fameux danseur cubain Julio Richard, qui recherchait des jeunes danseurs pour son ballet. Au début Amalia n'a pas été choisie par Richard à cause de son manque d'expérience. Quelques années après, Cecilia se marie lors d'une tournée au Panama. Julio Richard remarque Amalia à nouveau, décide de lui donner sa chance et l'emmène avec lui au Mexique en tant que partenaire.

## Filmographie
- 1946 : Pervertida (en)
- 1947 : A Night at the Follies
- 1948 : Conozco a los dos
- 1949 : Tender Pumpkins (en)
- 1949 : Dicen que soy mujeriego
- 1949 : En cada puerto un amor
- 1949 : Novia a la medida
- 1949 : El Colmillo de Buda
- 1950 : La vida en broma
- 1950 : Al son del mambo (en)
- 1950 : Ritmos del Caribe (en)

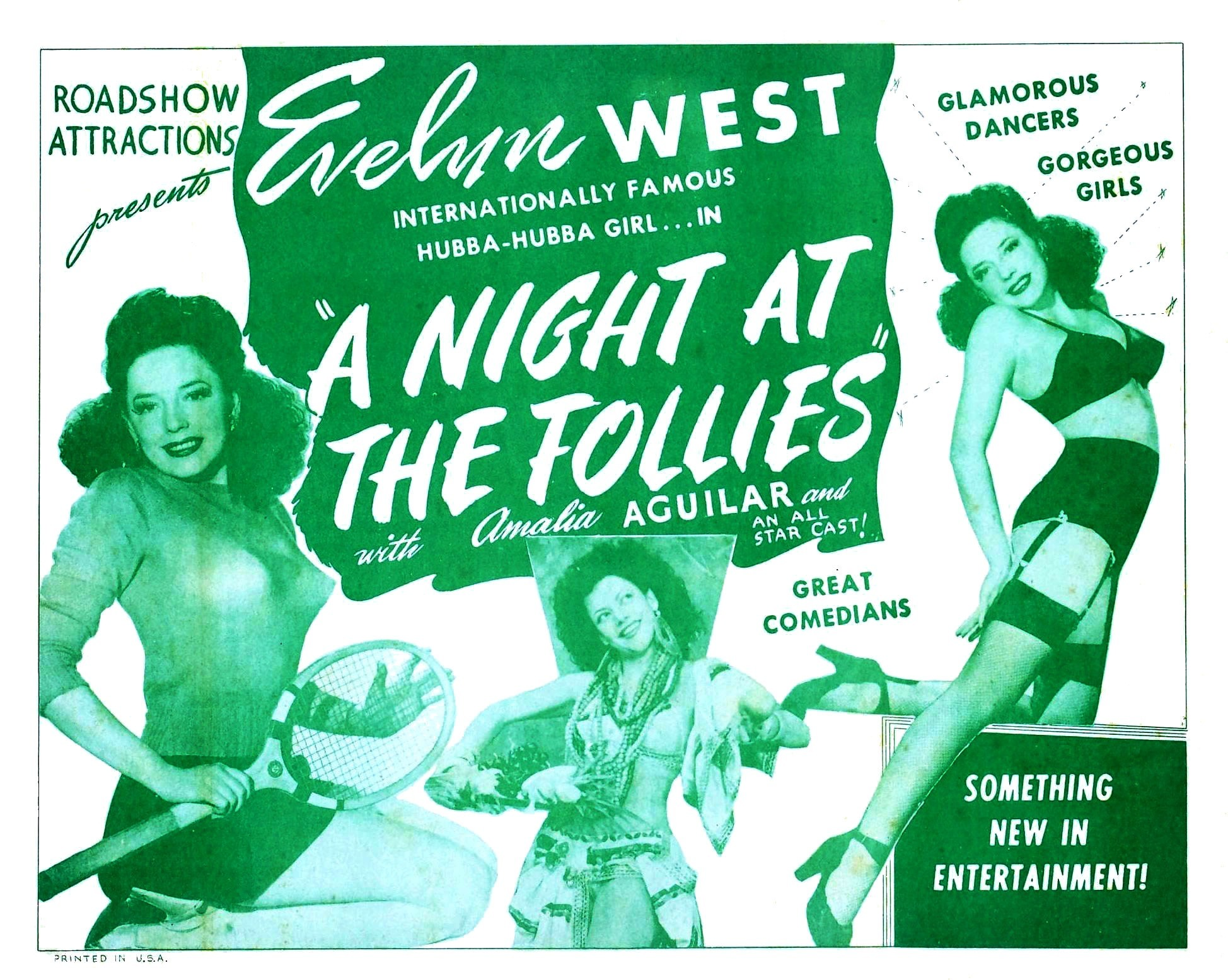
Aguilar à l'affiche du film A Night at the Follies (1947).

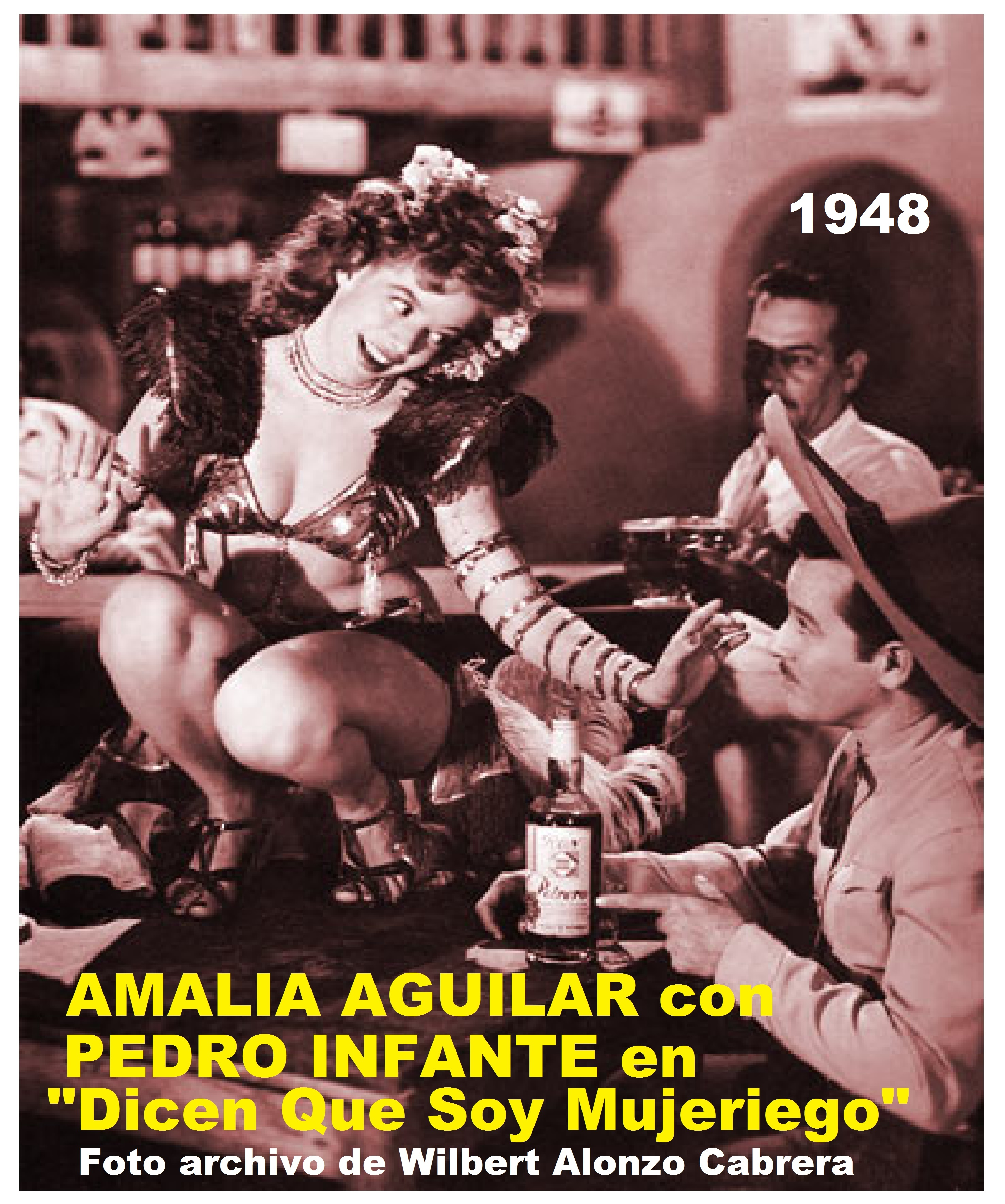
Dans Dicen que soy mujeriego (1948).

- 1950 : Los Huespedes de la Marquesa
- 1951 : Lost Love (en)
- 1952 : Delirio Tropical
- 1953 : Las Tres Alegres Comadres
- 1953 : Las Interesadas
- 1953 : Mis tres viudas alegres (en)
- 1953 : Los dineros del diablo (en)
- 1954 : Las Cariñosas
- 1955 : Las Viudas del Cha Cha Cha (en)
- 1956 : Los platillos Voladores
- 1957 : Los televisionudos
- 2003 : Dame tu Cuerpo